# Rejon ibriesiński
Rejon ibriesiński (ros. Ибре́синский райо́н, czuw. Йĕпреç районӗ) – rejon w należącej do Rosji autonomicznej republice Czuwaszji.
Rejon leży w środkowej części kraju, jego ośrodkiem administracyjnym jest osiedle typu miejskiego Ibresin. Według danych na rok 2010 rejon zamieszkiwały 26 192 osoby, a gęstość zaludnienia wyniosła 22 os./km2.

## Geografia
Rejon ibriesiński graniczy z rejonami burnarskim i kanaskim na północy, komsomolskim na wschodzie, ałatyrskim i batyriewskim na południu oraz z porieckim i Sszumierlińskim na zachodzie.
Powierzchnia rejonu wynosi 1201 km2.

## Galeria

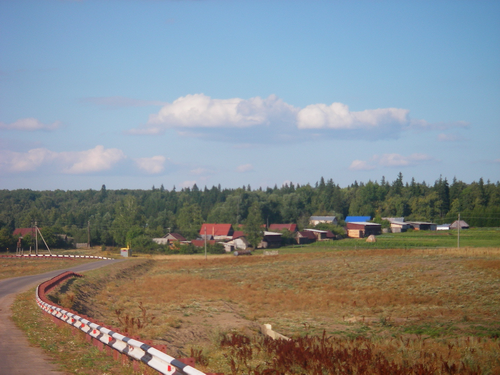
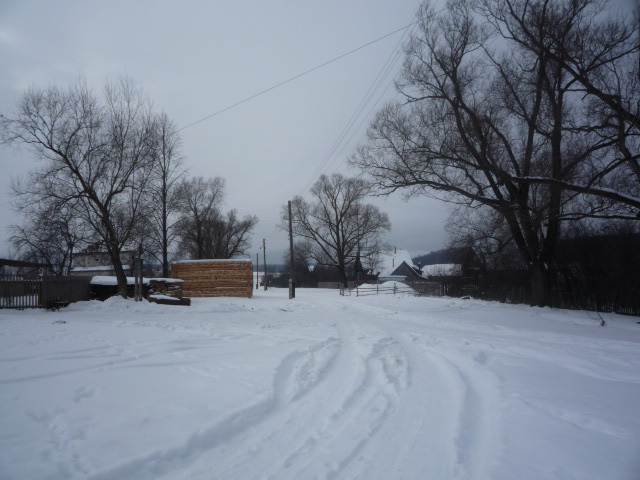
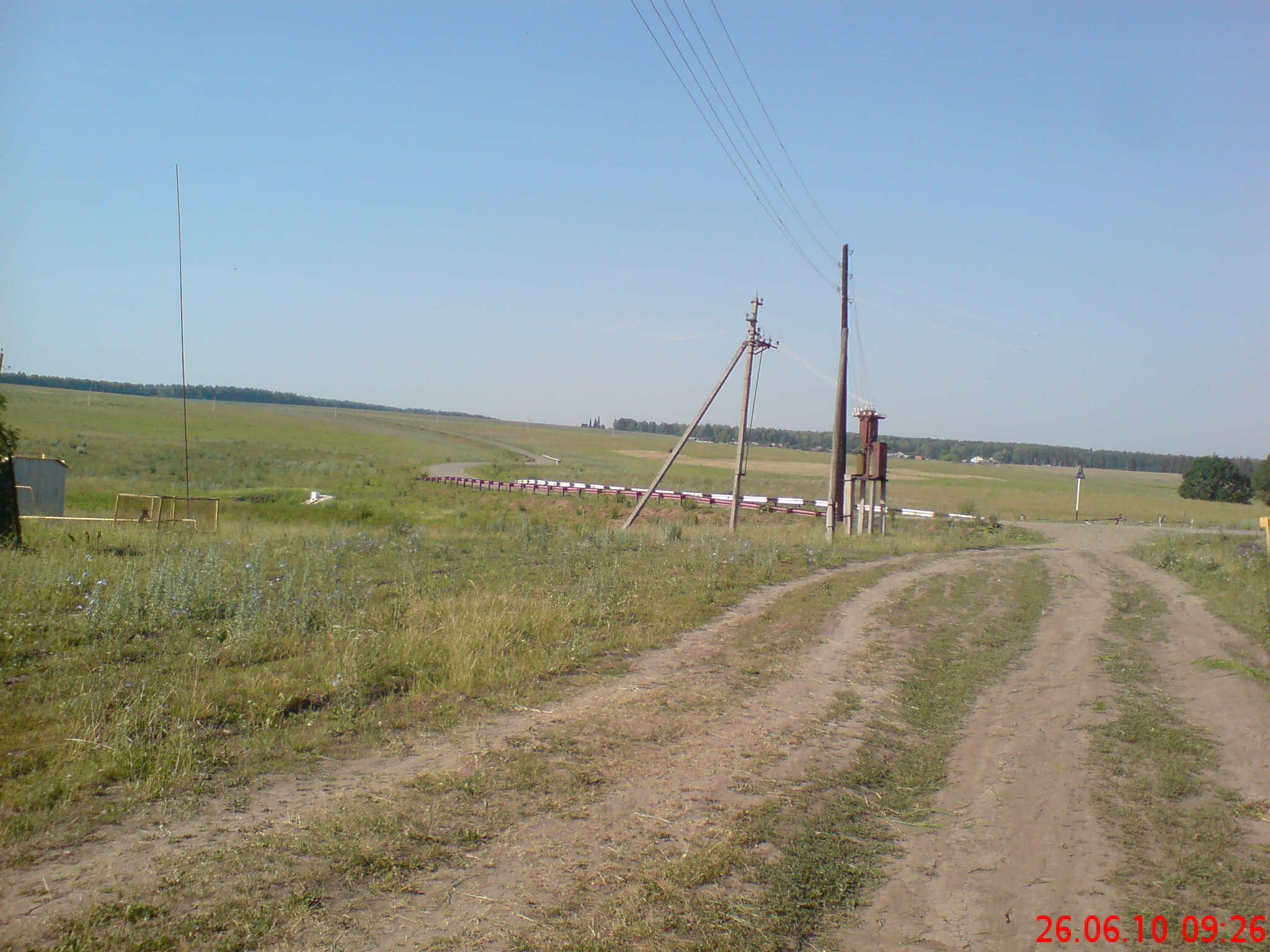
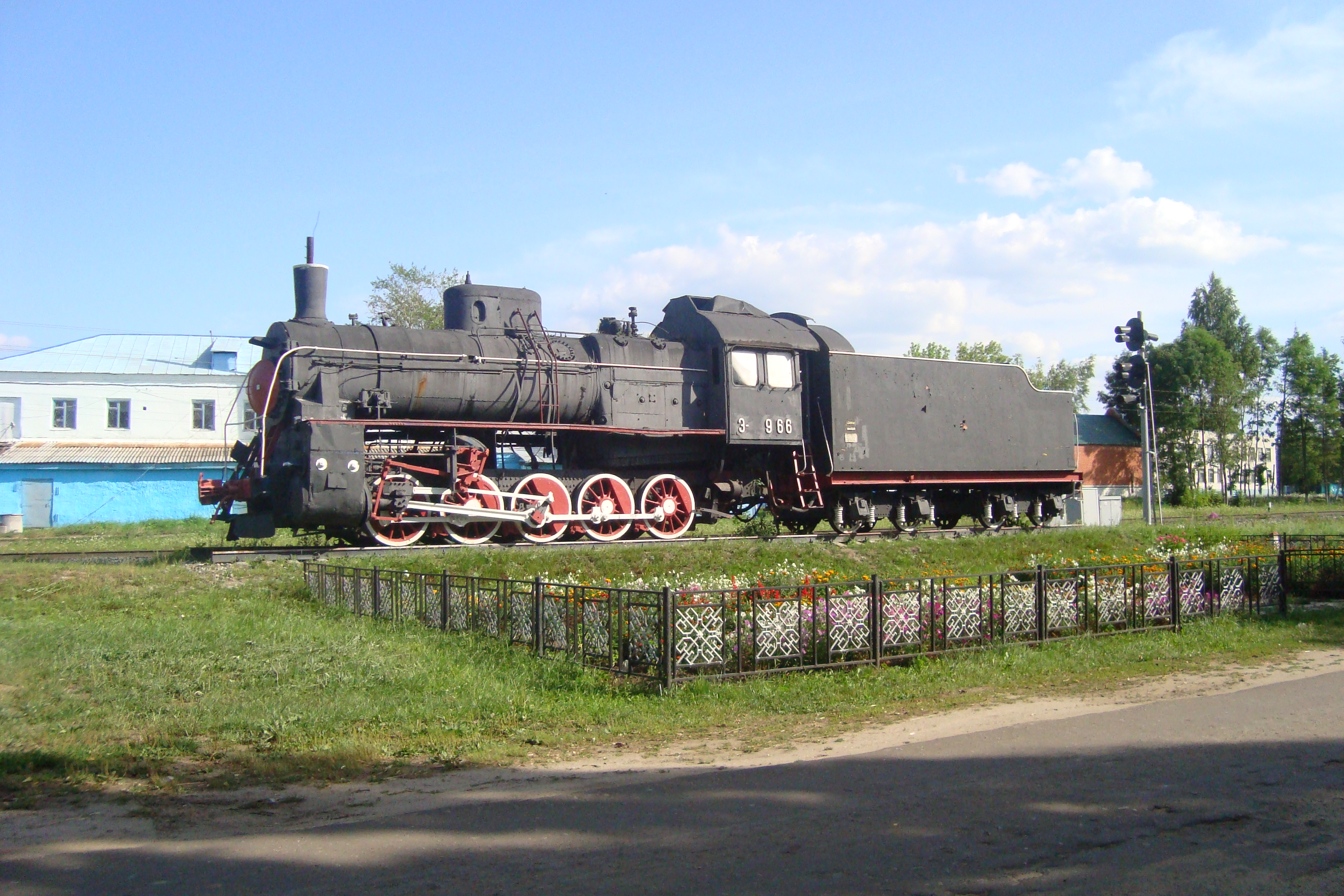